# راج كوثرابالي
راجيش رامايان كوثرابالي (بالإنجليزية: Rajesh ramayan Koothrappali)‏ هي شخصية خيالية في المسلسل التلفزيوني الأمريكي نظرية الانفجار العظيم يقوم بتجسيد دورها الممثل الهندي البريطاني كونال نايار.
تعتبر شخصية راج إحدى الشخصيات الرئيسية في المسلسل وكان أول ظهور له بالحلقة الأولى للمسلسل. يعتبر هوارد وولويتز أعز أصدقائه.تتميز 
راج هو أقرب صديق إلى هوارد وولويتز إلى درجة أنه تم وصفهما من قبل أم ليونارد هوفستاتر على أنهما «مثليين جنسيين». يعمل راج كعالم للفيزياء الفلكية في معهد كاليفورنيا للتقنيةوفي القبة الفلكية في باسادينا. شخصيته تعرف بأنها انتقائية بكماء تمنعه من التكلم إلى النساء ما لم يكن تحت تأثير الكحول، أو بعتقداه أنه تحت تأثير الكحول، استطاع راج التخلص من هذه المشكلة لاحقا.
تتميز شخصية راج بلطافته وطيبته ورغم صفاته لكنه فاشل ويخفق كثيرا في علاقاته مع النساء. لراج حيوان أليف وهي كلبة من فصيلة تشيواوا وتسمى بسينامون. أسس راج وهاوارد فرقة موسيقية تسمى بـ«اثار على القمر» وهو يستطيع العزف على القيثارة